# Podul Băneasa 3

Podul Băneasa 3

Podul Băneasa 3 este un pod de cale ferată peste lacul Băneasa, situat în parcul Herăstrău, lângă cartierul Băneasa. Pe acest pod trece calea ferată București-Constanța. În apropierea sa se găsesc gara Băneasa, podul Miorița și podul Băneasa 2.
Podul Băneasa 3, pod cu valoare istorică, a fost modernizat în cursul anului 2008, în cadrul unei lucrări de construcții cu efecte controversate asupra valorii sale de patrimoniu.